# 28A villamos (Budapest)
A budapesti 28A jelzésű villamos a Blaha Lujza tér (Népszínház utca) és az Új köztemető (Kozma utca) között közlekedik. A viszonylatot a Budapesti Közlekedési Zrt. üzemelteti.
A 28A jelzésű járat hétköznap és munkaszüneti napokon üzemkezdettől 8 óráig és 16 órától üzemzárásig, szombaton egész nap jár (amikor a 28-as villamos nem közlekedik).

## Története
1950 áprilisában az FVV a 28-as villamos Népszínház utca – Salgótarjáni utca – Részvényserfőzde szakaszán betétjáratot indított 28A jelzéssel a munkanapi csúcsidőszakokban. 1954. december 30-án megszűnt, legközelebb 1957. február 18-án indult újra a József körút és az Akna utca között. 1958. június 16-án, amikor a 28-as és a 37-es kőbányai útvonalát felcserélték, a Kőbányai útra terelt 28A-t az Orczy tér – Sörgyár szakaszra rövidítették. A betétjárat az évtized végén már korábbi végállomásai között közlekedett. A 28A villamos az 1970-es évek első felében szűnt meg, 1968 óta már a BKV üzemeltette.
2009-ben temetői sűrítő járatként indult újra a Mázsa tér és a Kozma utca között. A 2010-es temetői időszakban már a Keleti pályaudvartól indult. A BKV 2011-es paraméterkönyvének májusi bevezetésével a 28-as ismét végállomást cserélt a 37-essel, így útvonala az izraelita temetőig hosszabbodott – a korábbi végállomásaként szolgáló Gránátos utcai hurokvágányt még 1995-ben üzemen kívül helyezték. A 28-as a temető nyitvatartási idejében közlekedett, egyéb időszakokban a korábbi útvonalán újraindított 28A betétjárat pótolta. A jelzésütközés elkerülése érdekében a 2012-ben újraindult temető járat a 28B jelzést vette fel.
2013. november 4. és 2014. augusztus 31. között a Kőrösi Csoma Sándor úti villamospálya felújítása miatt a 28-as és a 28A összevonva, 28-as jelzéssel a Blaha Lujza tér és a Mázsa tér között megrövidítve közlekedett, forgalmukat a Maglódi úton ideiglenesen a 37-es villamos vette át. A felújítás elkészültével a betétjáratok önálló jelzése megszűnt, 2016. április 3-áig 28-asként közlekedtek, azóta ismét 28A-ként járnak. 2020. október 17-étől a 28-as családra beosztott Tatra típusú villamosokon engedélyezett a kerékpárszállítás.

## Járművek
A vonalon jellemzően ČKD–BKV Tatra T5C5K típus közlekedik, valamint hétköznap napközben és esténként TW 6000 típusú villamosok is járnak a vonalon. A viszonylatra a kocsikat Baross, Száva és a Zugló kocsiszín biztosítja.
Az M3-as metró belvárosi szakaszának felújítása alatt a Tatra villamosokra a megnövekedett kocsiigény miatt az 1-es és 1M viszonylaton volt szükség, ezért hétköznap csak TW 6000-es villamosok közlekedtek.

## Útvonala
| Új köztemető (Kozma utca) felé |
| Blaha Lujza tér M (Népszínház utca) vá. – Népszínház utca – Teleki László tér – Fiumei út – Orczy tér – Kőbányai út – Liget tér – Kőrösi Csoma Sándor út – Élessarok – Dreher Antal út – Maglódi út – Sírkert út – Kozma utca – Új köztemető (Kozma utca) vá. |
| Blaha Lujza tér (Népszínház utca) felé |
| Új köztemető (Kozma utca) vá. – Kozma utca – Sírkert út – Maglódi út – Dreher Antal út – Élessarok – Kőrösi Csoma Sándor út – Liget tér – Kőbányai út – Orczy tér – Fiumei út – Teleki László tér – Népszínház utca – Blaha Lujza tér M (Népszínház utca) vá. |

## Megállóhelyei
Az átszállási kapcsolatok között az Izraelita temetőig közlekedő 28-as villamos nincsen feltüntetve.
| 0  | Blaha Lujza tér M (Népszínház utca) végállomás | 36 | 4, 6, 37, 37A, 62 74 5, 7, 7E, 8E, 99, 107, 108E, 110, 112, 133E, 217E       | Nemzeti Fogyasztóvédelmi Hatóság, Óbudai Egyetem-BGK, Corvin Áruház, New York-palota, Corvin Áruház, Uránia Nemzeti Filmszínház, Szent Rókus Kórház, EMKE szálloda, Nemzeti szálloda |
| 1  | II. János Pál pápa tér M                       | 34 | 37, 37A, 62 99, 217E                                                         | Erkel Színház |
| 3  | Teleki László tér                              | 32 | 37, 37A, 62 99                                                               | Piac, Lakatos Menyhért Általános Iskola és Gimnázium |
| 5  | Magdolna utca                                  | 30 | 23, 24, 37, 37A, 62                                                          | Kerepesi temető |
| 7  | Orczy tér                                      | 28 | 23, 24, 62 72 9, 217E                                                        | Baross kocsiszín |
| 9  | Kőbányai út 21.                                | 26 | 62                                                                           | Józsefvárosi piac |
| 10 | Kőbányai út 31.                                | 24 | 62 9                                                                         | |
| 12 | Kőbányai út / Könyves Kálmán körút             | 23 | 1, 1A, 62 9, 217E                                                            | Népliget, Közlekedési Múzeum (épülő) |
| 13 | Eiffel Műhelyház                               | 22 | 62 9, 217E                                                                   | Operaház Eiffel Műhelyház |
| 14 | Egészségház                                    | 21 | 62 9                                                                         | X. kerületi Szakorvosi Rendelőintézet, Elek Gyula Aréna |
| 16 | Mázsa utca                                     | 19 | 62 9                                                                         | |
| 19 | Kőbánya alsó vasútállomás                      | 17 | 3, 62, 62A 9, 95, 117, 151, 162, 185, 195, 217, 217E, 262 73 S21 S50 G50 Z50 | Kőbánya alsó |
| 20 | Szent László tér                               | 15 | 3, 62, 62A 9, 162, 185, 217, 262                                             | X. kerületi Polgármesteri Hivatal, Szent László-templom |
| 21 | Ónodi utca                                     | 14 | 3, 62, 62A 162, 185, 262                                                     | Szent László Gimnázium |
| 23 | Élessarok                                      | 13 | 3, 37, 37A, 62, 62A 85, 161, 161A, 162, 168E, 262                            | |
| 25 | Sörgyár                                        | 11 | 37, 37A 161, 161A, 162, 168E, 262                                            | Dreher Sörgyárak Zrt. |
| 27 | Jászberényi út / Maglódi út                    | 9  | 37 161, 161A, 162, 168E, 262 484                                             | |
| 28 | Gitár utca                                     | 8  | 37                                                                           | KMASZC Bercsényi Miklós Élelmiszeripari-Környezetvédelmi Technikum, Szakképző Iskola és Kollégium                                                                                    |
| 29 | Kocka utca                                     | 7  | 37 85E                                                                       | ELTE Levéltár, Giorgio Perlasca Kereskedelmi, Vendéglátóipari Szakközépiskola és Szakiskola                                                                                          |
| 30 | Kada utca / Maglódi út                         | 6  | 37 95, 195                                                                   | |
| 31 | Bajcsy-Zsilinszky Kórház                       | 5  | 37 95, 195                                                                   | Bajcsy-Zsilinszky Kórház |
| 33 | Venyige utca                                   | 4  | 37 95, 195                                                                   | Kőbányai bazár, Venyige utcai Büntetés-végrehajtási Intézet |
| 35 | Sírkert út                                     | 2  | 37 95, 195                                                                   | |
| 36 | Új köztemető                                   | 1  | 37 68, 95, 195, 201E, 202E, 268                                              | |
| 37 | Új köztemető (Kozma utca) végállomás           | 0  | 37                                                                           | Kozma utcai Büntetés-végrehajtási intézet |

## Képgaléria

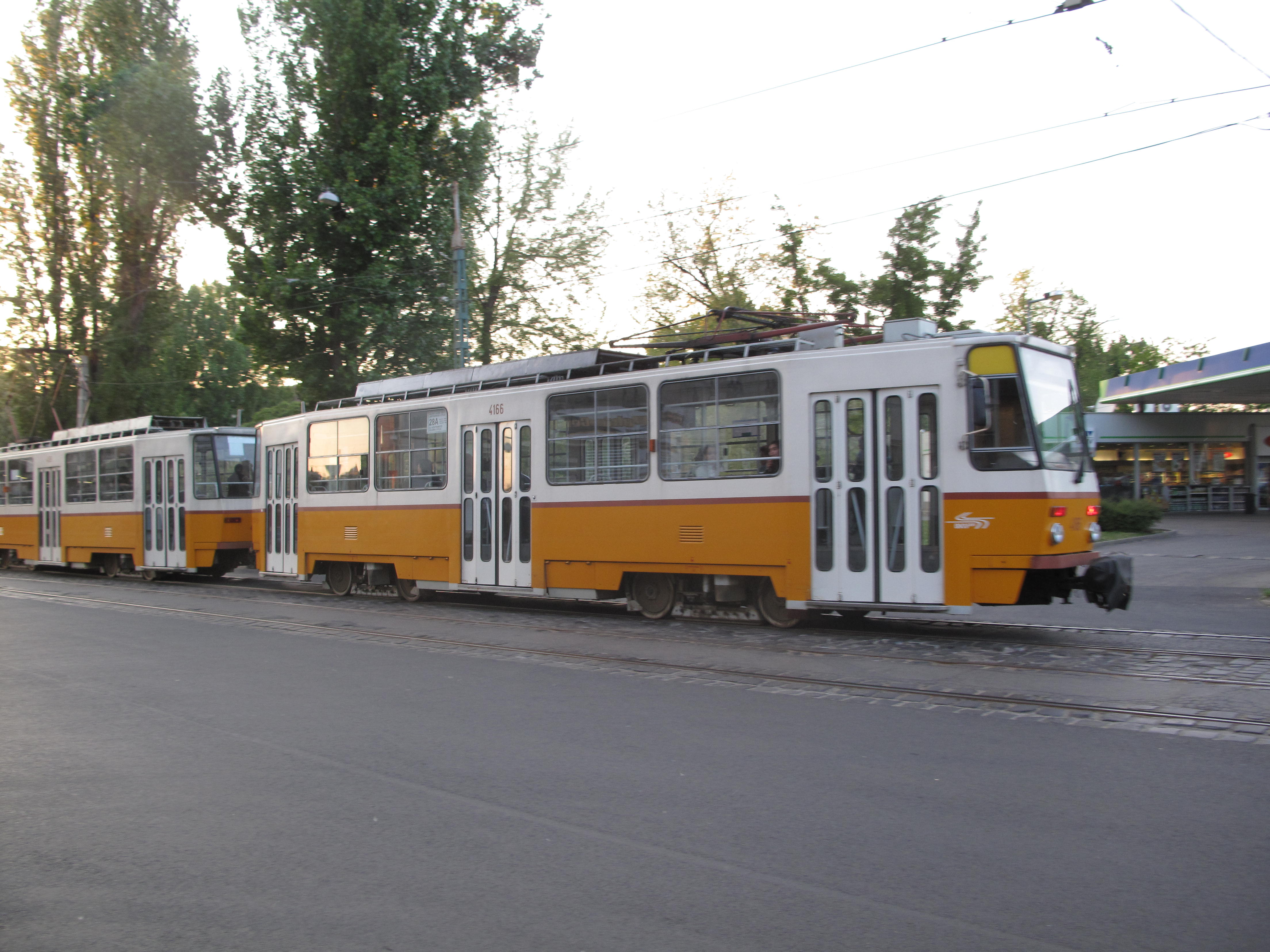
Tatra T5C5 villamos a Mázsa térnél
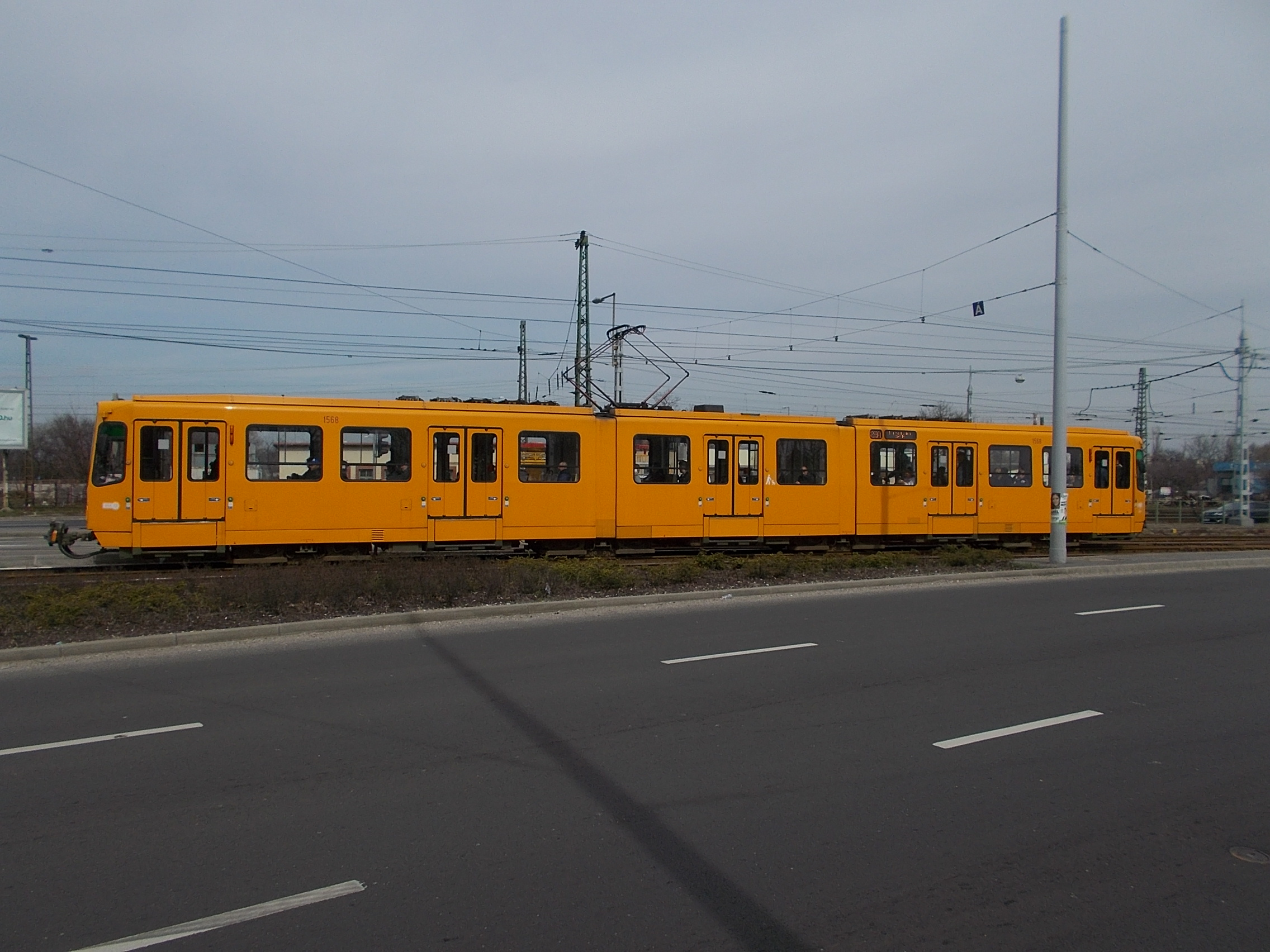
TW 6000 villamos az Élessaroknál